# Isistius plutodus
Isistius plutodus är en hajart som beskrevs av Jack Garrick och Springer 1964. Isistius plutodus ingår i släktet Isistius och familjen Dalatiidae. IUCN kategoriserar arten globalt som livskraftig. Inga underarter finns listade i Catalogue of Life.